# Fonction NON-OU
La fonction NON-OU (NOR en anglais) est un opérateur logique de l'algèbre de Boole. À deux opérandes, qui peuvent avoir chacun la valeur VRAI ou FAUX, il associe un résultat qui a lui-même la valeur VRAI seulement si les deux opérandes ont la valeur FAUX. 
Cette fonction logique correspond aux mots français ni... ni, car la phrase ni A ni B est vraie si et seulement si les phrases A et B sont toutes les deux fausses !
On peut utiliser les symboles {\displaystyle \ulcorner (A\lor B),\quad {\overline {a+b}},\quad A\downarrow B}

## Équation
{\displaystyle L={\overline {a+b}}={\bar {a}}.{\bar {b}}} d'après les  Lois de De Morgan

## Illustration
Une lampe s'allume, sauf si l'on appuie sur « a » ou « b » ou « a » et « b » et seulement dans ces cas-là. La fonction « NON-OU » est caractérisée par des interrupteurs NF (normalement fermé) montés en série.

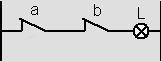
Illustration de principe de la fonction NON-OU

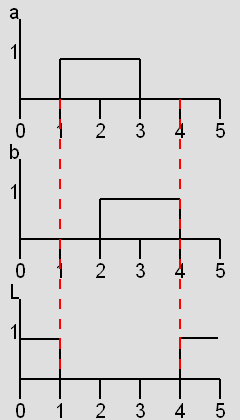
Chronogramme de la fonction NON-OU

## Symbole
ou  

## Universalité de l'opérateur NON-OU
La fonction NON-OU est dite « universelle » (comme la fonction NON-ET), car elle permet de reconstituer toutes les autres fonctions logiques.
Il faut d'abord remarquer que "a NON-OU a" équivaut à "NON a", on peut ensuite en déduire les formules suivantes :

### Fonction OU
Attention cette écriture est aujourd'hui désuète, les cercles en sortie de fonction logique sont désormais des triangles. (voir section symbole)

### Fonction ET
Attention cette écriture est aujourd'hui désuète, les cercles en sortie de fonction logique sont désormais des triangles. (voir section symbole)

## Exemple d'utilisation -Circuit intégré 7402
Le circuit intégré 7402 intègre quatre portes logiques du type NON-OU.
Le circuit intégré 4002 intègre deux portes logiques du type NON-OU à quatre entrées.